# NGC 7617
NGC 7617 (другие обозначения — PGC 71113, MCG 1-59-51A, ZWG 406.72, NPM1G +07.0516) — линзообразная галактика (S0) в созвездии Рыбы.
Этот объект входит в число перечисленных в оригинальной редакции «Нового общего каталога».